# Онуфрієнко Сергій Борисович
Сергій Борисович Онуфрієнко (нар. 31 січня 1985, Запоріжжя) — український гандболіст, майстер спорту. З 2019 — гравець клубу «Шартр Метрополь». Раніше виступав за «ZTR», «Мотор» (обидва — Запоріжжя, Україна), «Динамо» (Мінськ, Білорусь), «Аль-Садд» (Доха, Катар) , «Парі Сен-Жермен», «Пей д'Екс» (Екс-ан-Прованс, обидва — Франція). 7-разовий чемпіон України у складі «ZTR» (2004, 2005, 2007—2009) та «Мотору» (2014, 2015); найкращий гандболіст України (2015). Чемпіон Катару (2009), чемпіон Білорусі (2010—2013) та Франції (2016).

## Біографія
Вихованець СДЮШОР-ЗТР (перший тренер — Леонід Левченко). Виступав за фізкультурно-спортивне товариство «Спартак». Грав за український клуб ZTR, пізніше за катарський клуб «Аль-Садд» (Доха). У 2009 році перейшов із «ZTR» до клубу «Динамо» (Мінськ), де грав упродовж 4 сезонів. 2013 року повернувся на Україну, де грав за «Мотор» (Запоріжжя). За підсумками сезону 2014/15 став найкращим гандболістом чемпіонату України.
У 2015 році уклав контракт на один сезон із клубом «Парі Сен-Жермен», де виступав на позиції правого напівсереднього (шульга). Сергій став чемпіоном Франції у складі ПСЖ, який за п'ять турів до закінчення чемпіонату виявився недосяжним для найближчих переслідувачів після домашньої перемоги над «Тулузою» — 37:30. У цьому поєдинку Онуфрієнко був одним із найкращих, записавши на свій рахунок 7 голів. Зіграв у «Фіналі чотирьох» Ліги чемпіонів. Був відзначений як найкращий гравець «ПСЖ» у квітні 2016 року.
У 2015 році уклав контракт із клубом «Пей д'Екс» на два роки з опцією на продовження ще на рік. У сезоні 2016/2017 команда посіла 8 місце у вищій лізі країни. У 2018 році був запрошений на матч «Всіх зірок» чемпіонату Франції. 2019 року став виступати за клуб «Шартр Метрополь».
Виступав за збірну України. У складі національної збірної брав участь у Євро-2010. З 2015 року не виступав за збірну, але в грудні 2017 року було оголошено про включення Онуфрієнка до складу збірної України.

## Особисте життя
Сергій є старшим із трьох синів у сім'ї. Сергій одружений, має двох синів — Олександра та Марка.
Навчався у Запорізькому національному університеті на факультеті фізичного виховання.

## Титули
- Чемпіон України: 2004, 2005, 2007, 2008, 2009, 2014, 2015
- Чемпіон Катару: 2009
- Найкращий гандболіст України: 2015
- Чемпіон Білорусі: 2010, 2011, 2012, 2013
- Чемпіон Франції: 2016
- Чемпіон Франції у першому дивізіоні: 2019[14]

## Статистика
Статистика Сергія Онуфрієнка в сезоні 2020/21 вказана на 29.10.2020 :
| Сезон   | Клуб            | Ліга           | Матчі | Голи | 7-метрові | Голи та 7-метрові |
| ------- | --------------- | -------------- | ----- | ---- | --------- | ----------------- |
| 2020/21 | Шартр Метрополь | LNH division 1 | 5     | 14   | 0         | 14                |
| 2019/20 | Шартр Метрополь | LNH division 1 | 2     | 1    | 0         | 1                 |
| 2017/18 | Пий д'Екс       | LNH division 1 | 26    | 63   | 0         | 63                |
| 2016/17 | Пий д'Екс       | LNH division 1 | 21    | 93   | 0         | 93                |
| 2015/16 | Парі Сен-Жермен | LNH division 1 | 26    | 84   | 6         | 90                |
| з 2015  | Разом           | LNH division 1 | 80    | 255  | 6         | 261               |